# Clube Atlético Pirelli
O Clube Atlético Pirelli foi uma agremiação poliesportiva brasileira da cidade de Santo André, no ABC paulista. O clube foi fundado em 1947 para atender aos funcionários da empresa homônima e seus familiares, passando a investir de forma competitiva no esporte a partir de 1975, quando tornou-se a Associação Desportiva Classista Pirelli. Em 1984, o clube voltou a ser chamado pelo seu nome original.
Entre as décadas de 1960 e 1970, a equipe da Pirelli teve como principal modalidade o boxe, com Servílio de Oliveira. Mas foi no vôlei que a equipe deixou seu maior legado no esporte brasileiro, entre 1978 e 1994. Na década de 1980, o Clube Atlético Pirelli foi, juntamente com a Atlântica Boavista,  a base da Geração de Prata da Seleção Brasileira de Voleibol Masculino, tendo nomes como William, Montanaro, Xandó e Amauri.

## História
O clube foi fundado em 13 de maio de 1947 pela multinacional Pirelli, instalada na cidade de Santo André desde 1929, com o objetivo de atender exclusivamente as necessidades esportivas e recreativas das famílias de seus funcionários. Com a chegada da lei nº 6.251 em 1975, o clube se torna uma Associação Desportiva Classista, e a Pirelli amplia o investimento nas modalidades esportivas. O clube logo passou a obter resultados de destaque graças aos pioneiros centros de treinamentos e aos aportes financeiros da multinacional italiana, que chegou a investir cerca de 6 milhões de dólares no esporte em um único ano.
A Pirelli deixou de investir no esporte em 1992. A equipe masculina de voleibol ainda permaneceu por mais dois anos, sendo encerrada em 1994 com o corte de 300 atletas. Até 1997, o centro de treinamento ainda foi utilizado por funcionários da empresa. Em 2001, o terreno do clube foi vendido por R$ 7 milhões para a Universidade do Grande ABC, que passou a utilizar a infraestrutura esportiva para sua faculdade de Educação Física.

## Voleibol

### Masculino
Na década de 70, a cidade de Santo André já havia se estabelecido como uma força no voleibol brasileiro, com o Randi Esporte Clube, campeão nacional em 1969 e a primeira equipe do país a ser campeã sul-americana. Em 1974, um grupo de funcionários da Pirelli, inspirados nos clubes-empresa italianos, apresentaram para a diretoria da multinacional um plano ambicioso de formar a melhor equipe de vôlei do Brasil.
A Pirelli inicialmente entrou como patrocinadora do Esporte Clube Santo André, conquistando o título paulista em 1976, tanto no masculino quanto no feminino. No ano seguinte, a parceria seguiu com o vice-campeonato no masculino, perdendo para o Club Athletico Paulistano. Em 1978, a equipe passa a competir como ADC Pirelli, comandada pelo técnico José Carlos Brunoro. A primeira final estadual após o fim da parceria com o EC Santo André veio já em 1979, com uma nova derrota para o Paulistano, resultado que se repetiu no ano seguinte. Contando com nomes como William, Amauri, Xandó, Montanaro, Marcão, Domingos Maracanã e Maurício Jahu, a equipe masculina da Pirelli se consolidou como uma das mais vitoriosas do país. 

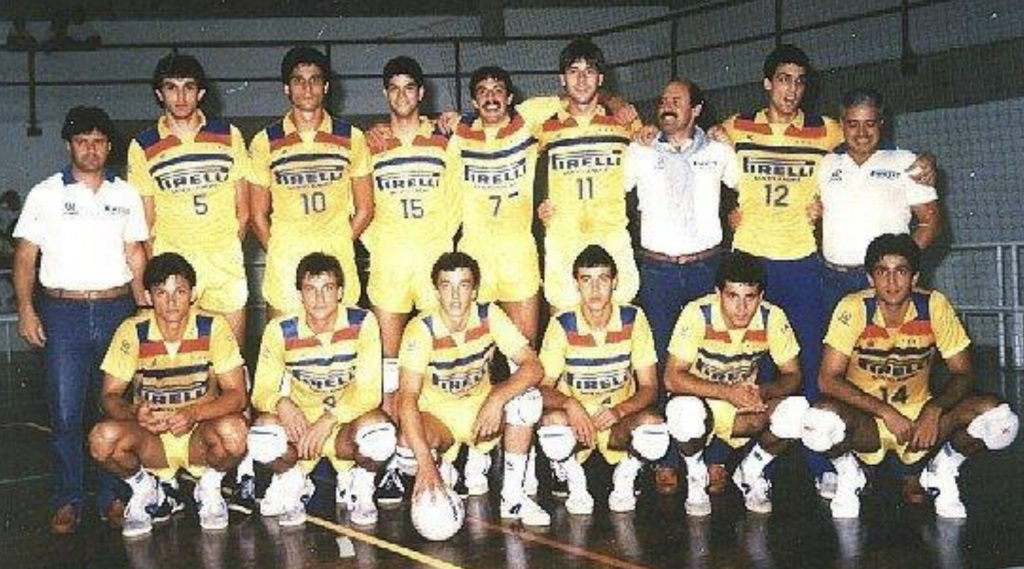
Equipe de voleibol masculino da Pirelli de 1988.

Em 1980, venceu o Campeonato Brasileiro pela primeira vez, voltando a levantar a taça em 1982 e 1983. Em 1981, iniciou uma sequência de oito títulos estaduais consecutivos, conquistando também seu primeiro título sul-americano. Após ficar com o vice em 1982, a Pirelli consegue o bicampeonato sul-americano em 1983, vencendo também, no mesmo ano, a Copa Intercontinental de Clubes, disputada na Argentina. O auge foi em 1984: no mesmo ano em que seus principais jogadores trouxeram para o Brasil a primeira medalha olímpica no voleibol, o Clube Atlético Pirelli foi bicampeão intercontinental e venceu o Mundial de Clubes (não chancelado pela FIVB), derrotando o Bradesco/Atlântica em uma final 100% brasileira.
Em 1986 é construído o novo ginásio do clube, na Vila Homero Thon. Novos jogadores se juntam à equipe, como Rui e Pampa. Após perder a final do Brasileiro de 1987 para o Banespa, a Pirelli volta a conquistar o principal título nacional na temporada seguinte, derrotando a equipe de Minas e se tornando a primeira equipe a ser tetracampeã brasileira de voleibol masculino. Este seria o último título conquistado pelo Clube Atlético Pirelli, que passou a ter o Banespa como seu grande algoz em finais. De 1989 até o fim do clube, foram oito vice-campeonatos, sendo três sul-americanos (1989, 1990 e 1992), três nacionais (1989-1990, 1991-1992 e 1992-1993) e dois estaduais (1989 e 1991). Com a exceção da Liga Nacional de 1992-93, vencida pelo União Suzano, todas as outras derrotas em decisões foram diante do Banespa.
Já com o nome de Rhodia/Pirelli, o clube fez sua última participação na Liga Nacional de Vôlei na temporada 1993-94. Com William agora na função de treinador, e contando com jogadores como Talmo, Douglas, Kid, Cidão, Luís Alexandre, Bráulio e Claudinei, a equipe não consegue chegar à final.

### Feminino
No mesmo ano em que a equipe masculina conquistou o título estadual pela primeira vez, a equipe feminina repetiu o feito, também vencendo o Paulistano na decisão. Entre 1980 e 1985, o ADC Pirelli foi finalista do Campeonato Paulista de Vôlei Feminino por seis temporadas consecutivas, conquistando o título em 1980, contra o Guarani, e em 1984, contra o Paulistano, que havia derrotado a Pirelli nas três decisões anteriores da competição estadual, assim como na final do Campeonato Brasileiro de 1982. Em 1986, apesar de ter ficado de fora da final do Campeonato Paulista pela primeira vez desde 1979, equipe feminina da Pirelli chegou à decisão do Campeonato Sul-Americano de Clubes, disputado em La Paz. Na final, a equipe foi derrotada pelo Deportivo Power, do Peru. O Clube Atlético Pirelli voltou a disputar a final estadual nos dois anos seguintes, mas perdeu a decisão nas ocasiões. Durante esse período, a Pirelli contou com várias jogadores que defenderam a Seleção Brasileira, comoFernanda Emerick (capitã do time em 1983), Vera Mossa, Lenice Peluso e Rita.

## Outros esportes

### Basquete feminino
A equipe feminina do Clube Atlético Pirelli foi uma das potências do basquete paulista nas décadas de 60 e 70. Entre 1965 e 1975, a Pirelli conquistou três títulos estaduais, chegando em dez finais em onze anos, com oito finais consecutivas de 1968 a 1975, além de vencer o Troféu Imprensa em 1978. A equipe era treinada por Paulo Albano e tinha como principal jogadora a armadora Laís Elena, que defendeu as cores da Pirelli entre 1964 e 1977. Além de Laís, outras jogadoras que foram condecoradas pela Federação Paulista foram Marta Sobral, Nilza Garcia, Arilza Coraça, Maria Tereza Boscariol, Cristina Punko e Odila Camargo.
Nas categorias de base do basquete feminino, o Clube Atlético Pirelli foi tricampeão paulista Sub-13 (1981, 1983 e 1987), Sub-15 (1973, 1988, 1989).

### Boxe
Servílio de Oliveira, o primeiro medalhista olímpico do Brasil no boxe, treinou e representou a ADC Pirelli por muitos anos, assim como Chiquinho de Jesus.

### Judô
Aurélio Miguel, que se tornou o primeiro medalhista de ouro olímpico na modalidade em Seul em 1988, também representou a Pirelli.

### Ciclismo
Marcos Mazzaron, medalhista de prata nos Jogos Pan-Americanos de 1987, disputou os Jogos Olímpicos de Verão de 1984 como integrante do Clube Atlético Pirelli.

## Títulos
|              | Competição                                     | Títulos  | Temporadas                                     |
| Mundiais     | Mundiais                                       | Mundiais | Mundiais                                       |
| ------------ | ---------------------------------------------- | -------- | ---------------------------------------------- |
|              | Mundial de Clubes de Voleibol Masculino        | 1        | 1984                                           |
|              | Copa Intercontinental de Voleibol Masculino    | 2        | 1983, 1984                                     |
| Continentais |                                                |          |                                                |
|              | Campeonato Sul-Americano de Voleibol Masculino | 2        | 1981, 1983                                     |
| Nacionais    |                                                |          |                                                |
| Brasil       | Liga Nacional de Voleibol Masculino            | 1        | 1988-89                                        |
| Brasil       | Campeonato Brasileiro de Voleibol Masculino    | 3        | 1980, 1982, 1983                               |
| Brasil       | Copa Brasil de Voleibol Masculino              | 1        | 1985                                           |
| Brasil       | Copa dos Campeões de Voleibol Masculino        | 1        | 1984                                           |
| Estaduais    |                                                |          |                                                |
| São Paulo    | Campeonato Paulista de Voleibol Masculino      | 8        | 1981, 1982, 1983, 1984, 1985, 1986, 1987, 1988 |
| São Paulo    | Campeonato Paulista de Voleibol Feminino       | 2        | 1980, 1984                                     |
| São Paulo    | Campeonato Paulista de Basquete Feminino       | 3        | 1965, 1974, 1975                               |